# جنگل ابر
جنگلِ اَبْر قسمتی از جنگل‌های هیرکانی است با گونه‌های گیاهی و جانوری متنوع که در شمال شرق ایران قرار دارد. به دلیل این که در اغلب مواقع فضای این جنگل را ابر فراگرفته به این نام مشهور است.

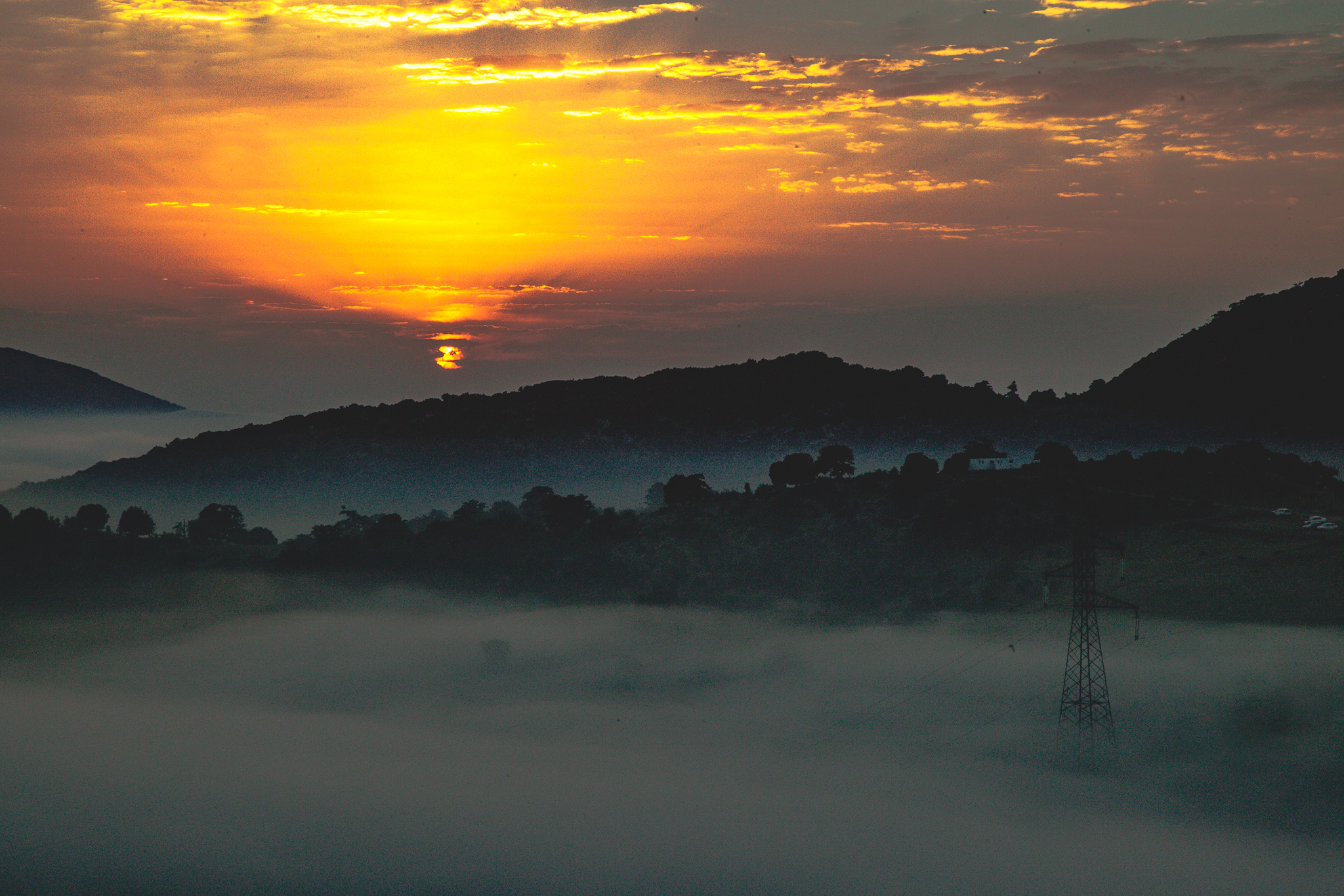
جنگل ابر، شاهرود، ایران

طرح جنگل کاری احیا و غنی‌سازی جنگل‌های مخروبه ابر و قطری از سال ۱۳۷۰ به اجرا درآمده است که وسعتی برابر ۱۱۲۱۶ هکتار از دامنه‌های شمالی را شامل می‌شود. همچنین بیش از ۲۰۰ هکتار از مناطق فوق قرق و عملیات نهال کاری با کاشت گونه‌هایی مانند بلوط، افرا، شیردار، توسکا، ون، اقاقیا، گلابی وحشی، ممرز و تعدادی سوزنی برگ از جنس لاریکس و کاج جنگلی و بذرکاری با گونه‌های ون، ممرز، بلوط، گلابی وحشی انجام شده و عملیات فوق همچنان ادامه دارد.

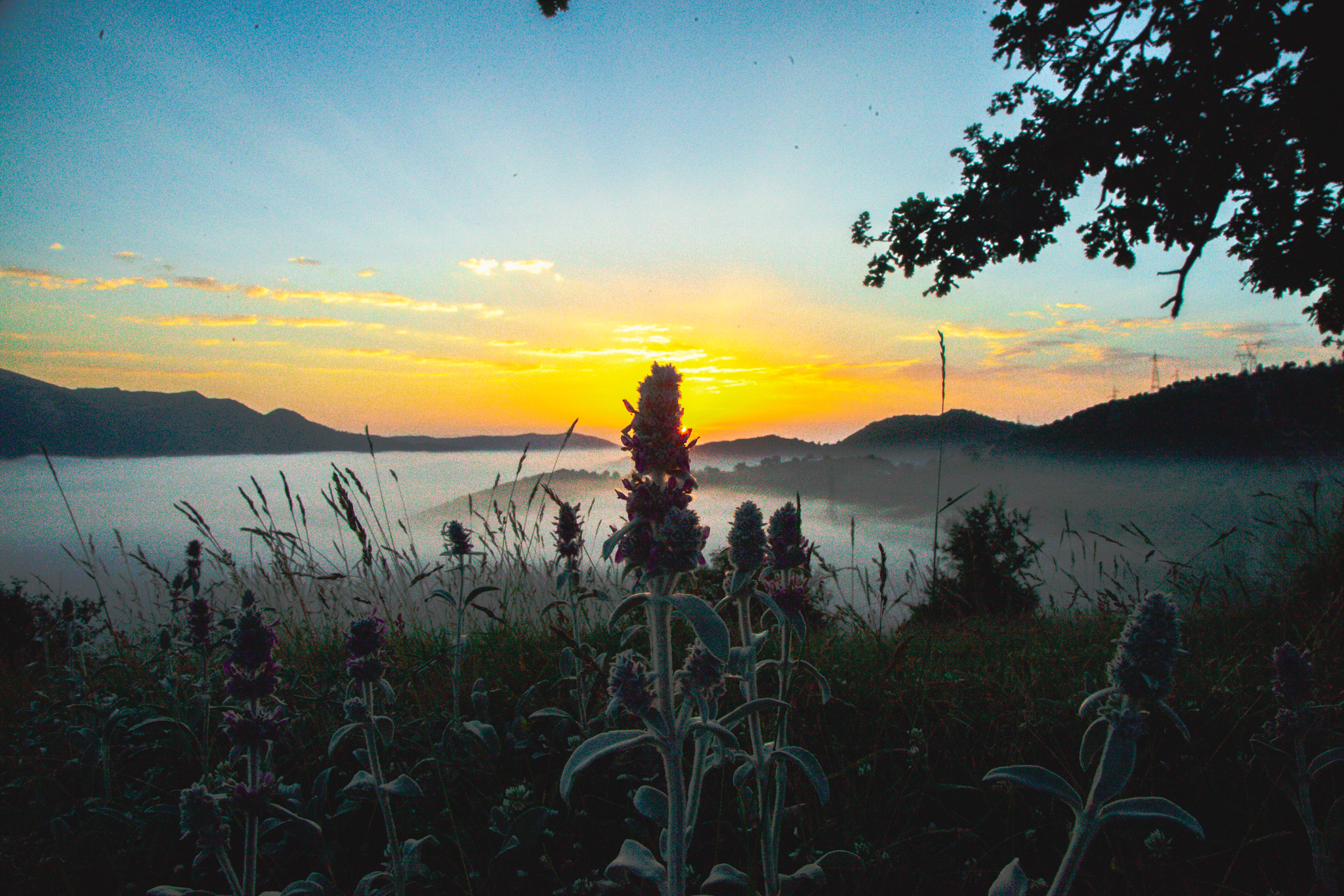
جنگل ابر، شاهرود، ایران

این جنگل ۱۱۴اُمین اثر طبیعی است که توسط سازمان میراث فرهنگی در ۲۰ بهمن ۱۳۸۹ در فهرست میراث طبیعی ایران قرار گرفت. در جلسه شورای عالی محیط زیست در ۲۹ بهمن سال ۱۳۹۳ جنگل ابر منطقه حفاظت شده اعلام شد و در فهرست مناطق چهارگانه سازمان حفاظت از محیط زیست درآمد.

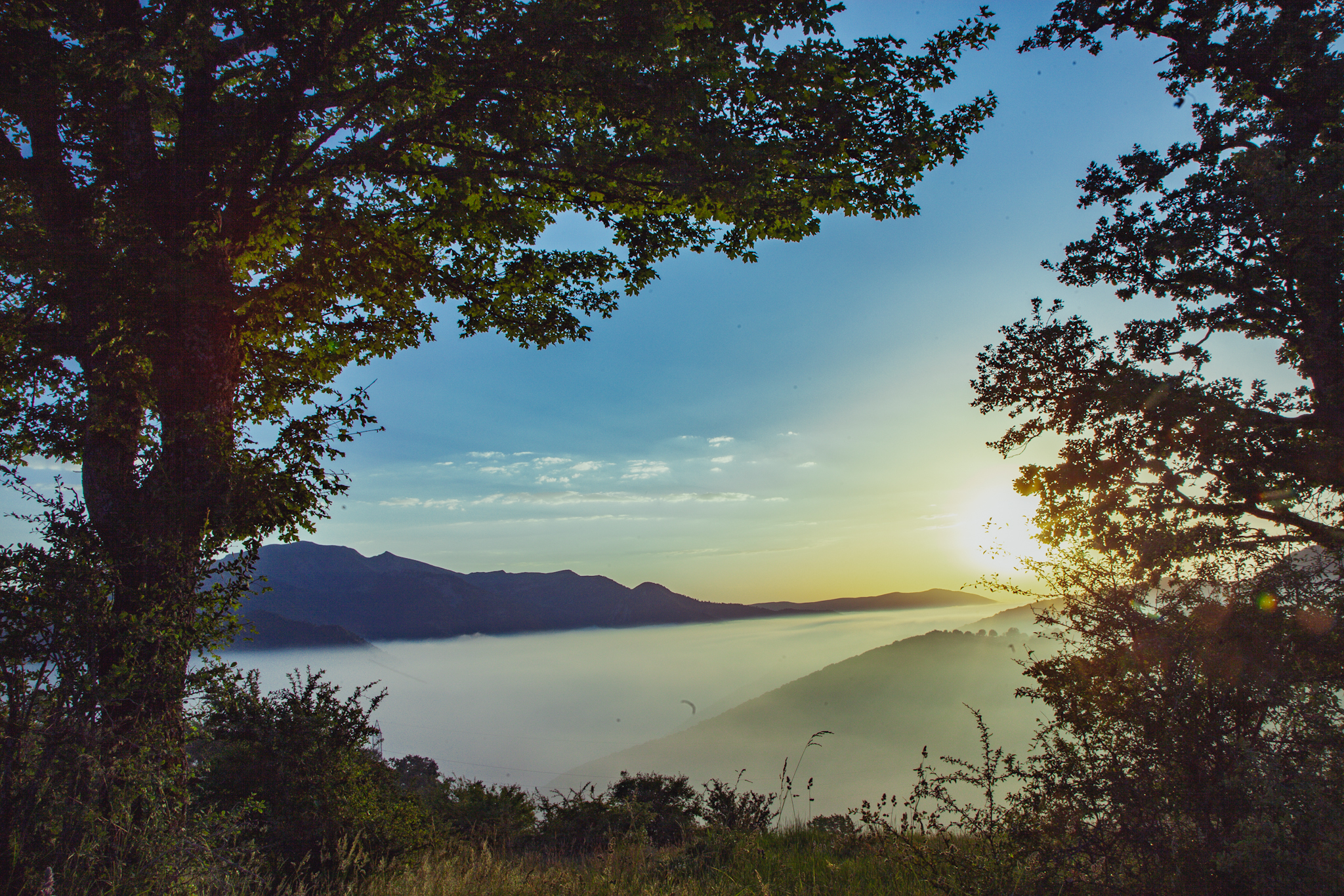
جنگل ابر، شاهرود، ایران

قدمت این جنگل مربوط به جنگل‌های هیرکانی است که جزو بقایای دوران سوم زمین‌شناسی است.

## موقعیت جغرافیایی
این جنگل در منطقهٔ البرز شرقی و در شهرستان شاهرود، بخش بسطام واقع شده و تقریباً مرز میان استان‌های سمنان و گلستان است. 

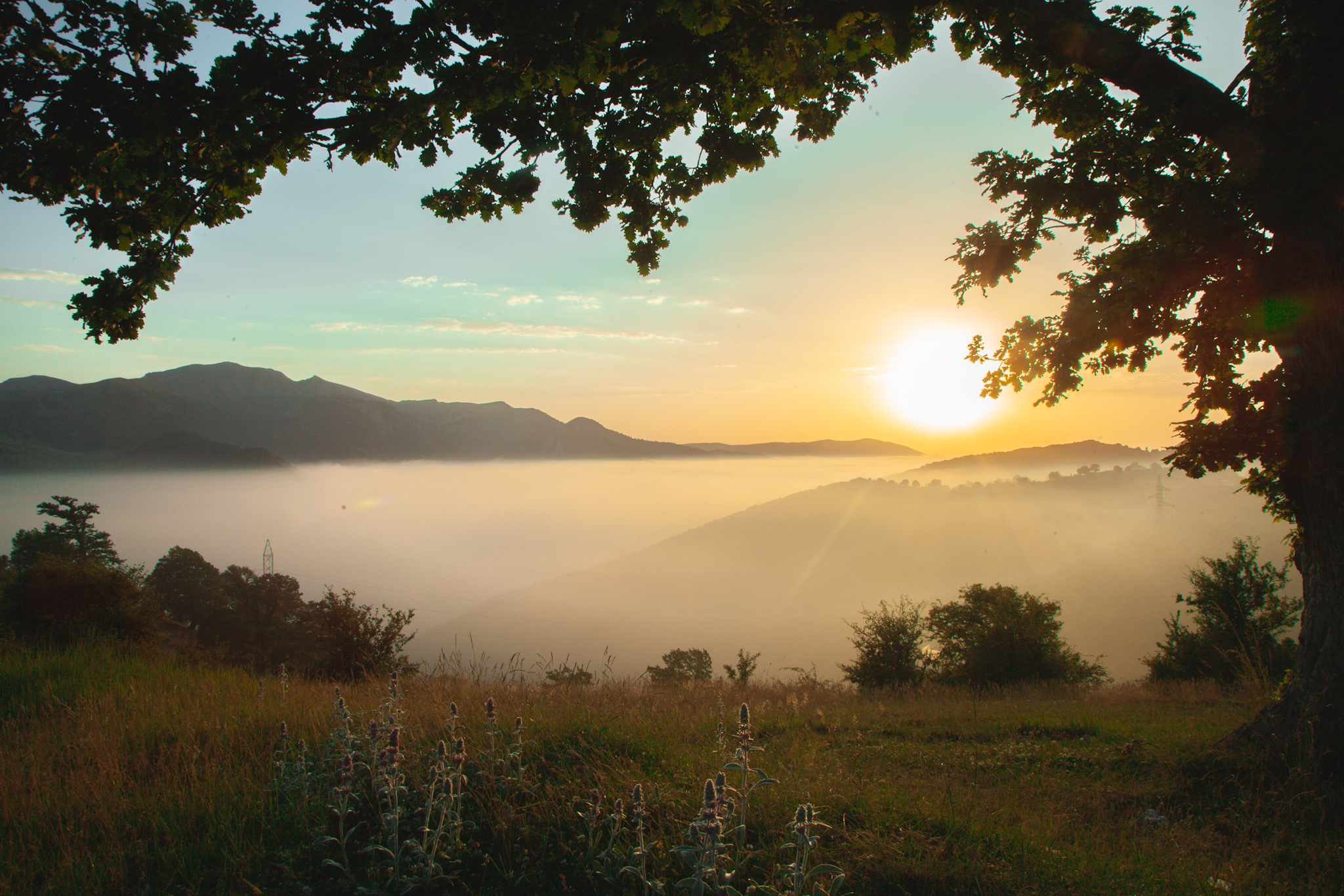
جنگل ابر، شاهرود، ایران

## مشخصات طبیعی
ارتفاع زیاد جنگل از سطح دریا، پایین بودن دما در فصل گرما و وجود چشمه‌سارهای فراوان و پوشش جنگلی متنوع از شاخصه‌های این جنگل است. میزان بارندگی در این منطقه بین ۴۰۰ تا ۵۰۰ میلی‌متر و متوسط حداکثر دما ۲۰ و حداقل دما شش درجه سانتی‌گراد است. از چشمه‌های دایمی منطقه می‌توان به چشمه آلوچال، آب شرش و آبشار اشاره کرد.

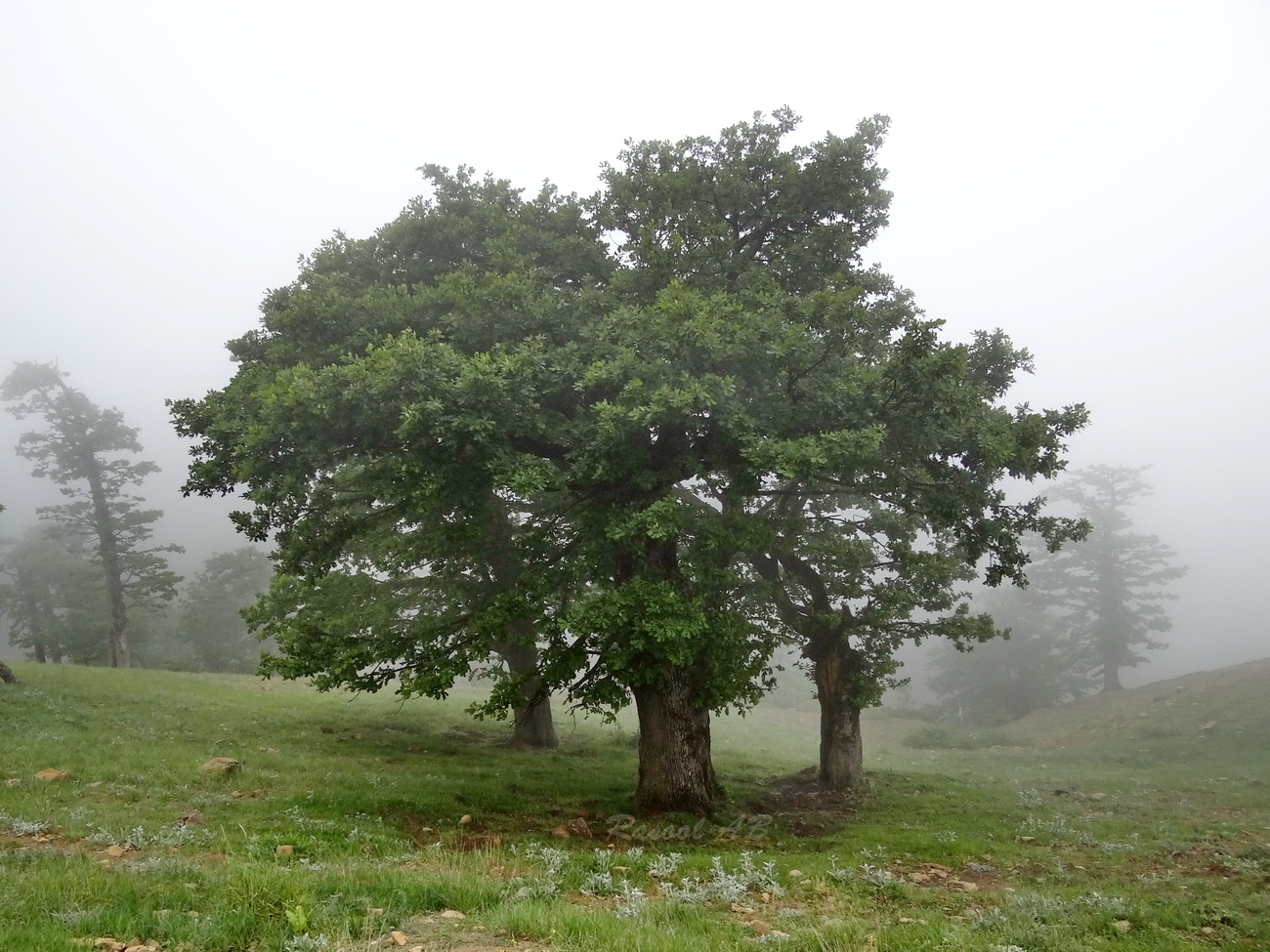
طبیعت زیبای جنگل ابر۱

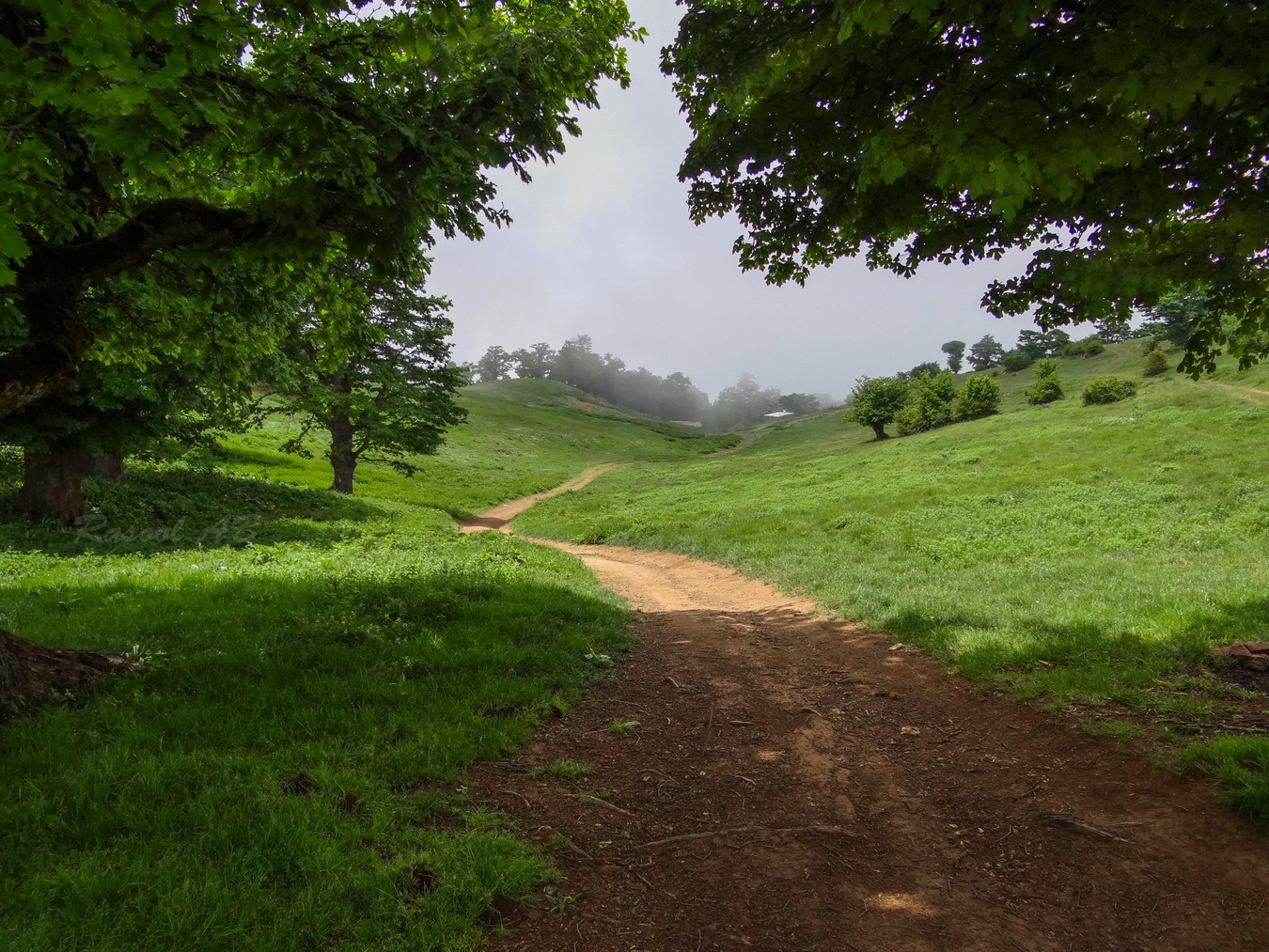
طبیعت زیبای جنگل ابر۲

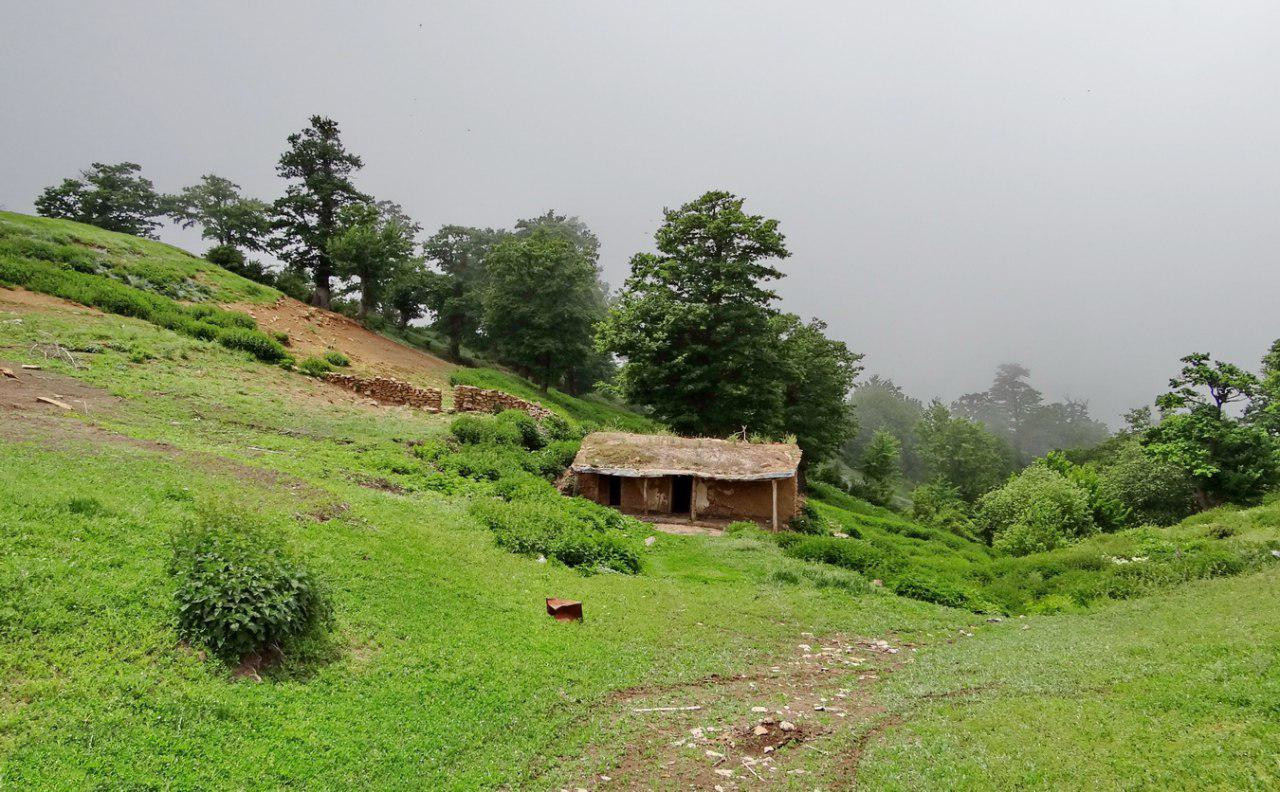
طبیعت زیبای جنگل ابر۳

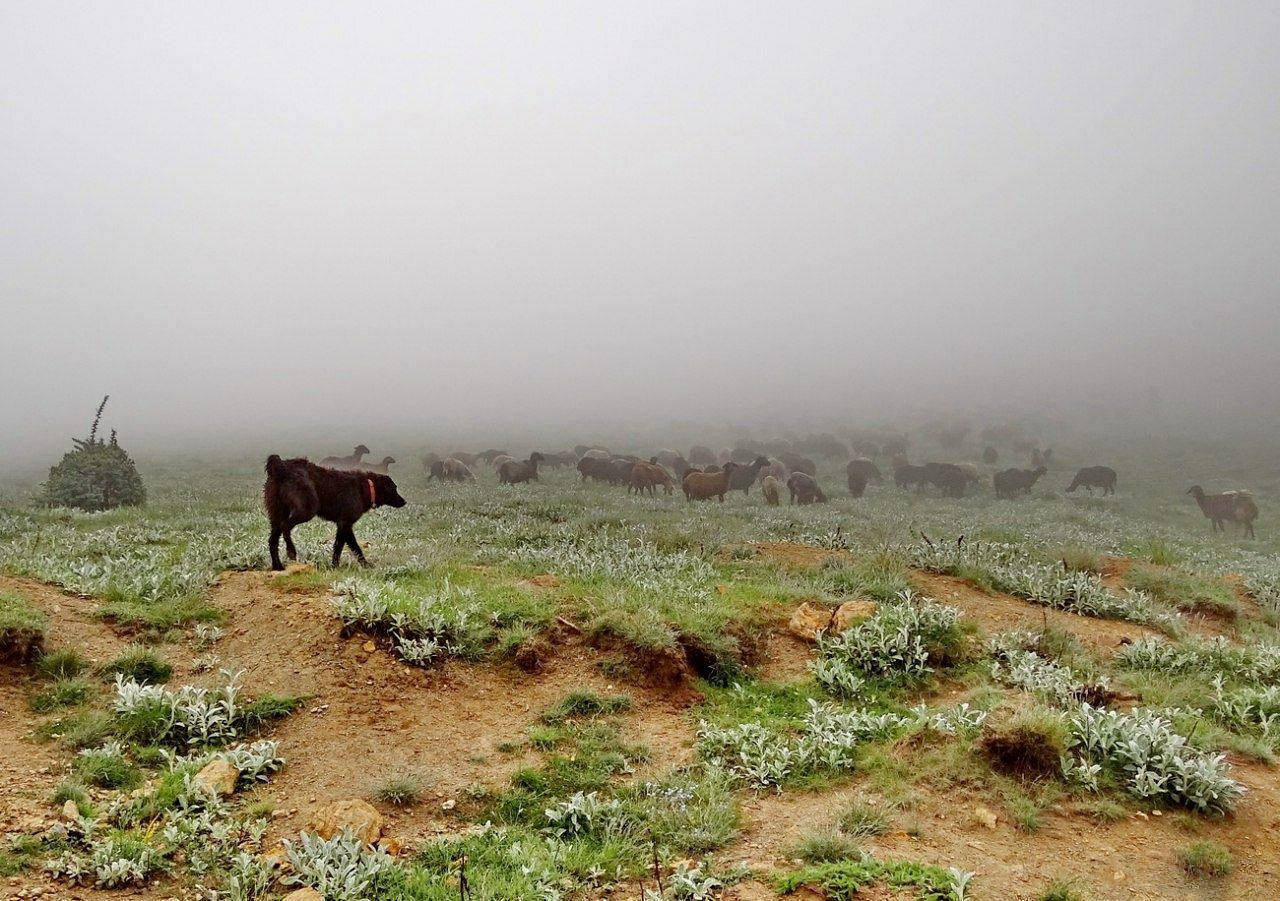
طبیعت زیبای جنگل ابر۴

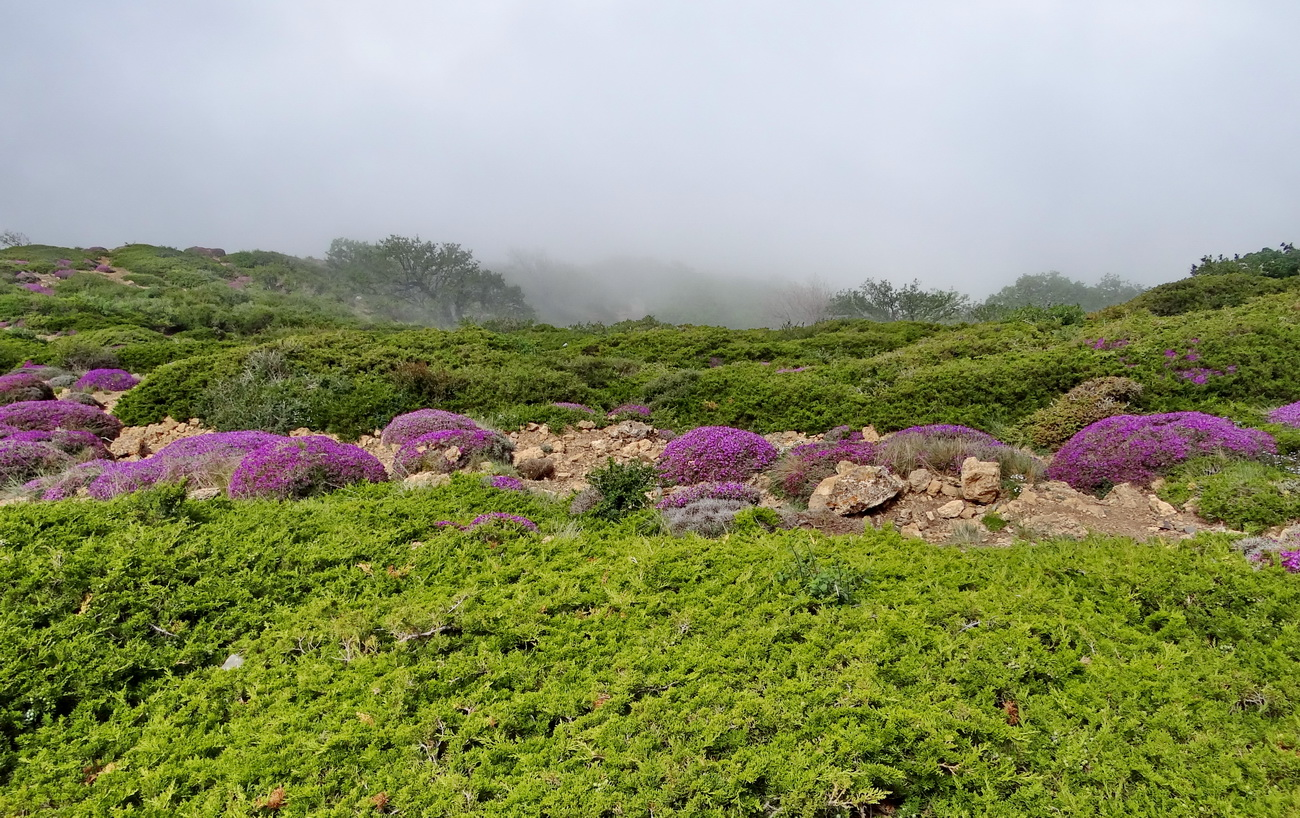
طبیعت زیبای جنگل ابر۵

## اهمیت
جنگل ابر به سه دلیل اهمیت دارد:
- قسمتی از جنگل‌های باستانی هیرکانی است و گیاهان دارویی کم‌نظیری دارد.
- اکوتن این ناحیه دارای اهمیت است؛ یعنی مرز میان‌بند بین دو اکوسیستم منطقه نیمه بیابانی و جنگلی است. به‌طوری‌که می‌توان در جنگل‌های این ناحیه درختان سوزنی‌برگ را در کنار درختان پهن‌برگ دید که این امر در گونه‌های جانوری هم تأثیرگذار بوده است.
- جغرافیای خاص منطقه که دو منطقه کم ارتفاع و بلند را در کنار هم قرار داده است دارای اهمیت است؛ به‌طوری‌که شاهد تشکیل اقیانوس ابر در این منطقه هستیم که پدیده کم‌نظیری در دنیا محسوب می‌شود.[۴]

افزون بر زیبایی طبیعی، مشخصات کم‌نظیری مانند وجود گونه‌های متفاوت گیاهان چوبی به همراه گونه‌های گیاهی بسیار نادری مانند راش، بلوط، توسکا، نارون، گیلاس وحشی، بارانک، سرخدار، نمدار و مانند آن‌ها این قابلیت را پدیدآورده که این اراضی همچون موزه‌ای زنده برای جذب گردشگران داخلی و خارجی مورد استفاده قرار بگیرد. بخشی از گردشگران خارجی این منطقه، گیاه‌شناسانی هستند که برای دیدن گونه‌های نادر گیاهی موجود در جنگل‌های هیرکانی به ایران می‌آیند و دسته دوم، گردشگران عمومی هستند که اغلب از کشورهای آسیای میانه و خاورمیانه می‌آیند.
جنگل ابر درمحلی واقع است که از ضخامت کوه‌های البرز کاسته می‌شود و ابرهای گرفتار در پشت این دیواره از لابه‌لای دره‌ها به سمت جنوب سرازیر می‌شوند؛ به همین خاطر تقریباً از بعدازظهر تا نیمه‌های شب با سرد شدن هوا چنان می‌نماید که جنگل به روی ابرها سوار شده است. مجاورت دو ناحیه کم فشار و پرفشار (دشت گرگان و منطقه ابر) باعث شده هر وقت زمین انرژی می‌گیرد ابرها جابه‌جا شوند و به‌نظر برسد که ابرها از آسمان به زمین می‌آیند. این اتفاق منطقه ابر را دگرگون کرده است.

## پوشش گیاهی
وجود ۸۵ نوع گونه گیاه مانند راش، بلوط، ممرز افرا، شیردار، توسکا، آزاد داغداغان، گونه‌های کلاه میر حسن، چوبک، اسپرس، دم روباهی، آویشن و شبدر به همراه گونه‌های گیاهی نادر مانند نارون، بارانک، سرخدار و مانند آن‌ها جنگل ابر را به موزه‌ای طبیعی تبدیل کرده است. آب و هوای خاص این جنگل، درختان متفاوتی را در خود پرورش داده که برخی از این درخت‌ها با شکل خاص خود روی زمین خزیده‌اند و منظره زیبایی پدیدآورده‌اند. جنگل ابر یکی از بانک‌های گیاهان دارویی سرشار در کشور شناسایی شده است، که همه ساله مشتاقان و علاقه مندان زیادی را از گوشه کنار جهان به سوی خود دعوت می‌کند.
در قسمت‌های جنوبی جنگل، یعنی قسمتی که به روستاها نزدیک‌تر است پوشش گیاهی تنک دیده می‌شود. در عمق جنگل تپه‌های پرشیبی وجود دارد که سراسر پوشیده از درختان بلند است. مشهورترین درخت منطقه اورس است. درختی با ریشه‌های بلند که روی زمین می‌خزد. مناطق ابتدایی جنگل ابر ییلاق دامداران گلستانی است، اما در عمق جنگل اثری از انسان دیده نمی‌شود.

## گونه‌های جانوری
از گونه‌های جانوری این منطقه می‌توان خرس قهوه‌ای، گرگ، پلنگ،گراز ، شغال، روباه، خرگوش، کل و بز، شوکا و مار و از پرندگان کبک، کبوتر جنگلی، بلدرچین، عقاب جنگلی، کرکس، شاهین، فاخته و قرقاول را نام‌برد.

نمایی از جنگل ابر

## جادهٔ ابر و منطقهٔ حفاظت‌شده
منطقهٔ حفاظت‌شدهٔ جنگل ابر یک منطقهٔ حفاظت‌شده با مساحت ۱۰۴۹۶ هکتار است که در استان سمنان در ایران قرار دارد. این منطقهٔ حفاظت‌شده طبق مصوبهٔ شمارهٔ ۷۳۰ در تاریخ ۹۳/۱۰/۲۹ در فهرست مناطق تحت حفاظت سازمان محیط زیست ایران قرار گرفت.
طرحی برای احداث جاده‌ای از روستای ابر به شیرین‌آباد موسوم به جادهٔ ابر از سوی وزارت راه و ترابری مطرح شده و در مواردی اقداماتی نیز برای ساخت این جاده صورت گرفته است که با مخالفت جدی دوستداران و کارشناسان محیط زیست و منابع طبیعی، خبرنگاران و مطبوعات مختلف و همچنین نمایندگان مجلس، سازمان محیط زیست و وزیر جهاد کشاورزی روبرو شده است. کارشناسان این جنگل را لایه حفاظتی زمین و سپری برای حفاظت از منطقه ابر می‌داند و معتقدند احداث این جاده به جنگل ابر و اکوسیستم منطقه آسیب جدی می‌رساند.

## نگارخانه

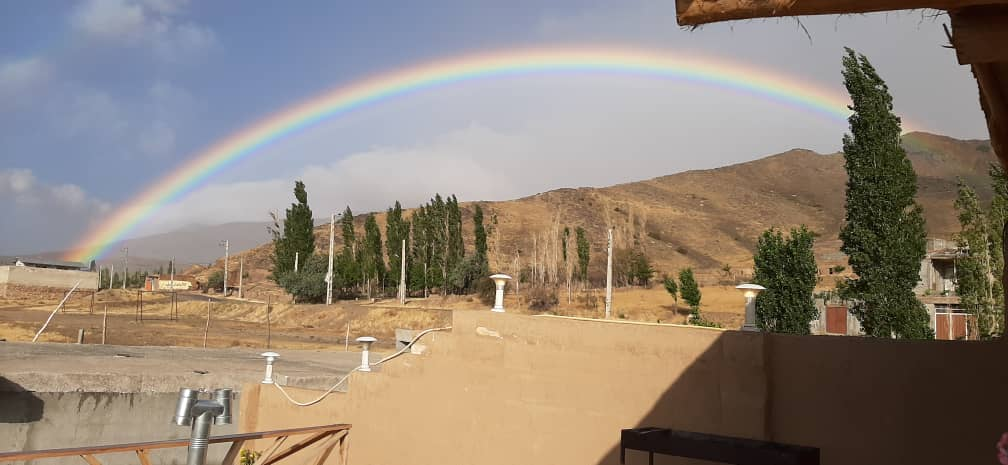
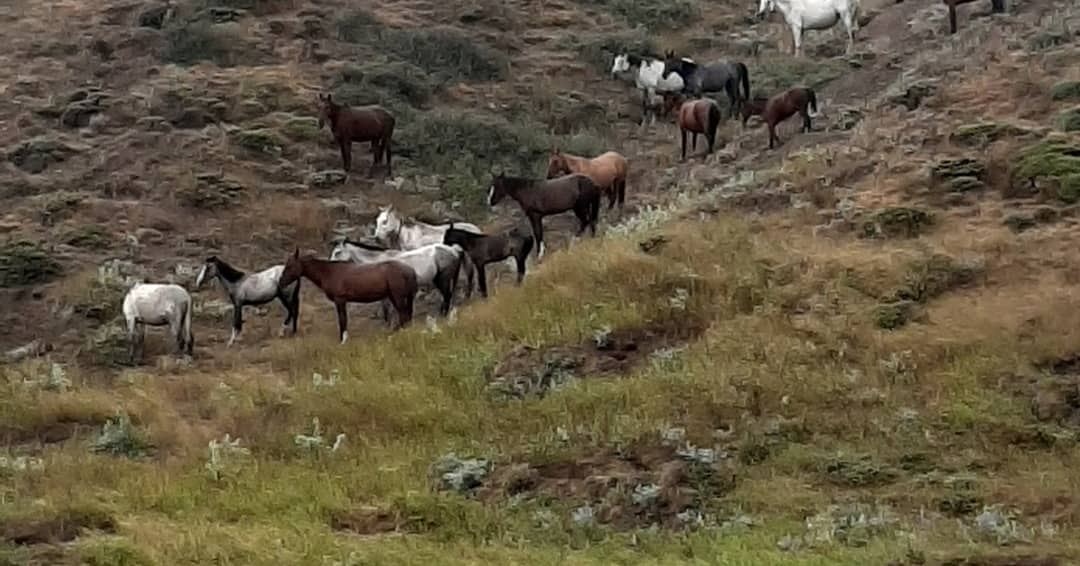
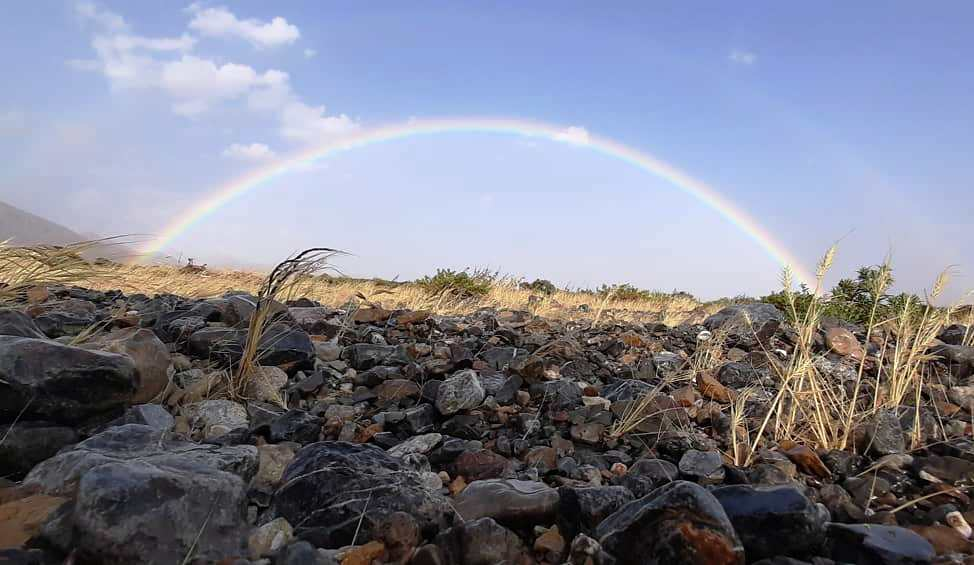